# Corydalus parvus
Corydalus parvus är en insektsart som beskrevs av Hermann Stitz 1914. Corydalus parvus ingår i släktet Corydalus och familjen Corydalidae. Inga underarter finns listade i Catalogue of Life.